# Гусар (приток Уя)
Гусар (в верховье Кырдаук) — река в России, протекает по Уйскому району Челябинской области. Устье реки находится в 338 км по левому берегу реки Уй. Длина реки составляет 14 км. Правый приток — Майор.

## Данные водного реестра
По данным государственного водного реестра России относится к Иртышскому бассейновому округу, водохозяйственный участок реки — Тобол от истока до впадения реки Уй, без реки Увелька, речной подбассейн реки — Тобол. Речной бассейн реки — Иртыш.

## Населённые пункты
- Гусары

## Притоки
- Кырдаук